# Барэли, Ицхак
Ицхак Барэли (при рождении Айзик Брудный, ивр. יצחק בראלי‎, лит. Aizikas Brudnis; 1887, Сморгонь — 14 апреля 1956, Тель-Авив) — литовский и израильский общественный и политический деятель, финансист, банкир. Депутат Сейма Литовской Республики (1923).

## Биография
Айзик Брудный родился в Сморгони (ныне Гродненская область, Республика Беларусь) в состоятельной семье Меера Брудного (сына раввина Шлойме-Мордхе Брудного из Радошкович) и Сины Сапир.
Учился в Слободской иешиве. Изучал политэкономию и философию в университете Берна. Один из организаторов общества студентов-сионистов «Хе-Хавер» в Берне, а также основателей и лидеров «Цеирей Цион» и партии сионистов-социалистов в России. В 1917—1919 годах — директор Народного еврейского банка в Харькове и заместитель председателя еврейской общины города, кандидат в гласные городской думы. В 1921—1926 годах возглавлял Центральный еврейский банк в Ковно.
В 1926 году эмигрировал в Эрец-Исраэль. В 1926—1929 генеральный директор компании «Ха-Машбир». С 1929 директор банка «„Ха-Поалим“». Член директоратов различных хозяйственных учреждений Хистадрута. Один из лидеров лево-социалистической партий «Ахдут ха-Авода», потом — МАПАЙ. Делегат сионистских конгрессов.
Был женат на докторе Хаве Яглом (1889—1965) — сестре Якова Кивовича Яглома. Сын — израильский журналист Меир Барэли.